# 1845
1845 (MDCCCXLV) fue un año común comenzado en miércoles según el calendario gregoriano.

## Acontecimientos

### Enero
- 4 de enero: en Monterrey (México) el general Mariano Arista se levanta en armas para secundar el movimiento de repudio por el regreso al poder de Antonio López de Santa Anna.
- 9 de enero: En Francia, puesta en servicio de la línea de ferrocarril Montpellier-Nimes, en un recorrido de 1 hora y media, e inauguración oficial de la estación de Montpellier Saint-Roch con una fachada neoclásica.[1]
- 21 de enero: En España, tras ser apresado el general liberal progresista Martín Zurbano por haberse sublevado a favor de Espartero y la Constitución de 1837, es fusilado en Logroño por orden del general Narváez.[2]
- 23 de enero: Adopción de una ley en Estados Unidos (Presidential Election Day Act of 1845) estableciendo que las elecciones presidenciales tendrían lugar el "primer martes después del primer lunes de noviembre".[3] La fecha elegida respondía a un país agrícola, tras las cosechas, en el que votaban los hombres blancos tras recorrer grandes distancias, evitando viajar durante el fin de semana por razones religiosas (oficio religioso del Sabbat judío o del domingo cristiano).[4]

### Febrero
- 3 de febrero: Debido a la presión del gobierno prusiano sobre el gobierno francés francés, Karl Marx es expulsado de París por sus actividades revolucionarias, y se refugia en Bruselas.[5]
- 10 de febrero: Fundación del St. Lawrence and Atlantic Railroad, un proyecto de ferrocarril para conectar la ciudad de Montreal en Canadá, que se encontraba al lado del río San Lorenzo que se helaba todos los inviernos, con un puerto marítimo libre de hielo de Nueva Inglaterra, en Estados Unidos. La ciudad escogida fue Portland (Maine), en vez de Boston, por el empuje del empresario John A. Poor. La construcción comenzó en 1846 y la línea se abrió al tráfico en 1853.[6]
- 19 de febrero: En Tolima (Colombia) se produce una erupción subglacial en el volcán Nevado del Ruiz, con flujo de lava, flujo de lodo, y destrucción de propiedades y tierras, dejando un saldo de unas mil víctimas fatales.[7]
- 22 de febrero: 
  - En la India, la Compañía inglesa de las Indias Orientales inicia el proceso de compra los distritos de Serampore, Tranquebar y Balasore al rey Cristián VIII de Dinamarca. El Tratado fue ratificado por el rey de Dinamarca el 30 de mayo, por la Compañía inglesa el 2 de julio, y la compra fue certificada en Calcuta el 3 de octubre, terminando con la presencia danesa en la India, que duraba desde 1620.[8]
  - En Japón, el daimio japonés Mizuno Tadakuni de finales del período Edo, nombrado rōjū en 1828, presidente del Consejo de Ancianos desde 1839, y responsable de las reformas Tenpō durante el shogunato Tokugawa, presenta su dimisión, tras haber dimitido una primera vez en 1843, haber perdido el apoyo de grandes señores feudales japoneses, y por las acusaciones de corrupción contra sus subordinados.[9]

### Marzo
- 1 de marzo: 
  - En Brasil se firma el Tratado de Poncho Verde por el Barón de Caxias en nombre del emperador Pedro II, tras el anuncio de la paz el 28 de febrero por el líder farrapo David Canabarro, terminando la guerra de los Farrapos con la República Riograndense. Este Tratado formalizó el regreso de Río Grande del Sur al Imperio brasileño a cambio de una amnistía general y la integración de la caballería de los farrapos en el ejército imperial, y marcó la frontera con Uruguay.[10]
  - Un día antes de dejar la presidencia de Estados Unidos, el presidente John Tyler, de acuerdo con su sucesor James K. Polk, firmó el decreto de anexión de Texas.[11]
- 3 de marzo: 
  - Tras haber comprado Estados Unidos este territorio a España en 1821, Florida entra a formar parte del nuevo país, convirtiéndose en su vigésimo séptimo estado.[12]
  - El Congreso de Estados Unidos aprueba una ley sobre construcción de barcos, anulando por primera vez un veto  presidencial de John Tyler.[13]
- 4 de marzo: En Estados Unidos, el político demócrata James K. Polk, el más joven hasta ese momento, toma posesión como presidente, y por primera vez su investidura presidencial fue ilustrada en The Illustrated London News y su discurso fue transmitido por telégrafo,[14] al mismo tiempo que se tocará por primera vez Hail to the Chief como saludo presidencial.[15]
- 11 de marzo: En Nueva Zelanda, los jefes Kawiti y Hone-Heke lideran a 700 maoríes en abatir por cuarta vez la bandera del Reino Unido y en el saqueo y quema del asentamiento blanco de Kororareka, ahora conocido como Russel. Este fue el comienzo de la Guerra de las Tierras de Nueva Zelanda, hasta 1872.[16]
- 18 de marzo: Tras el conflicto armado franco-marroquí de 1844, se firma el Tratado de Lalla-Maghnia en Maghnia, en Argelia, a 26 km de Uchda, entre el representante del rey Luis Felipe I de Francia y el del sultán Abd ar-Rahmán ibn Hisham de Marruecos, para delimitar las fronteras entre Marruecos y Argelia.[17]
- 19 de marzo: Muerte de Seku Amadu, de la etnia Fulani, fundador del imperio de Masina, un estado teocrático muy puritano del Islam en la zona del Delta interior del río Níger (actual región de Mopti de Malí). Será sucedido por su hijo Amadu Sékou hasta 1853, que tras algunos conflictos iniciales con los tuareg, tuvo un reinado pacífico y próspero.[18]
- 30 de marzo: Firma en Madrid del Tratado entre Venezuela y España, mediante el cual España reconoce la independencia de Venezuela, que será ratificado por el Congreso de Venezuela el 26 de mayo.[19]
- 31 de marzo: En Alemania, el nivel del agua alcanza su máximo de 8,77 metros en la ciudad de Dresde, por las inundaciones provocadas por el fuerte deshielo del río Elba, que había estado completamente congelado entre el 20 de febrero y el 23 de marzo.[20]

### Abril

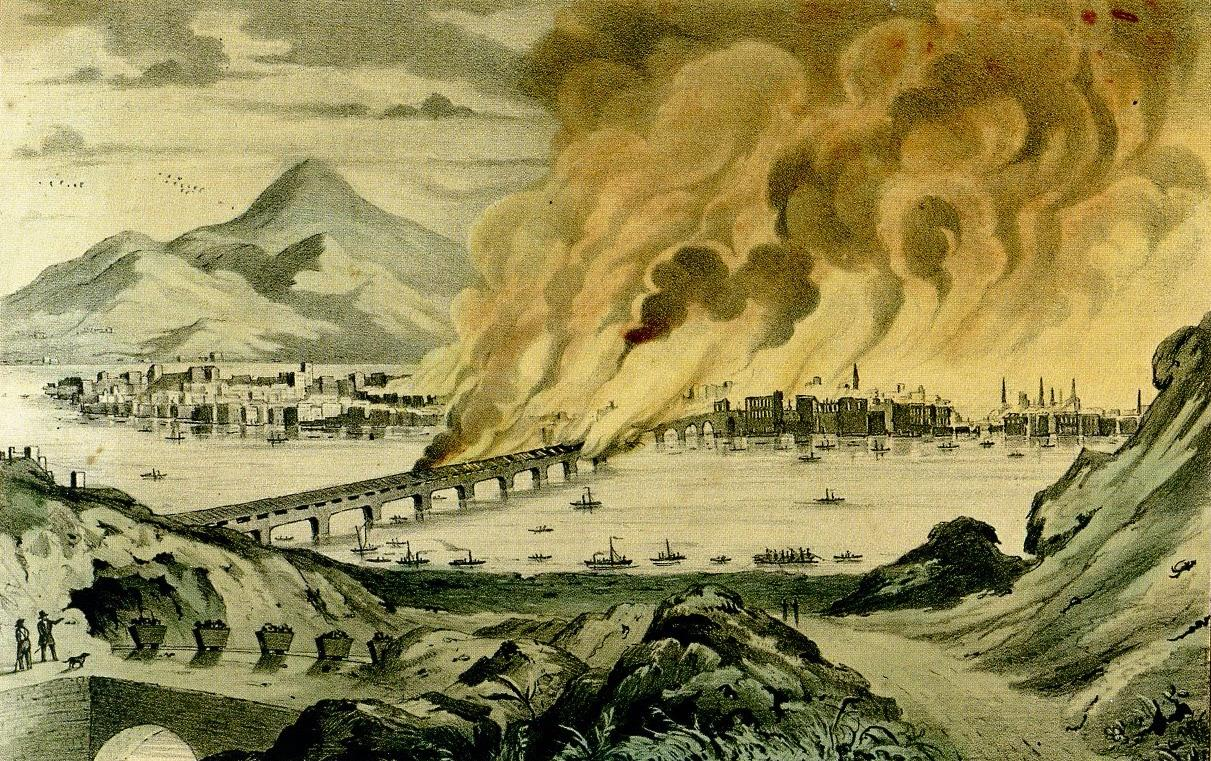
El Gran Incendio de Pîttsburgh en 1845

- 7 de abril: En México, un terremoto de magnitud estimada de 8 en la escala de Richter, con epicentro en Acapulco, sacude la Ciudad de México y sus alrededores, sobre todo los pueblos cercanos de Tlalpan y Xochimilco. A este sismo se le conoce como el temblor de Santa Teresa, por haberse derrumbado la cúpula y la bóveda de la capilla del Cristo de la iglesia de Santa Teresa la Antigua.[21]
- 10 de abril: En Estados Unidos, un gran fuego destruye un tercio de la ciudad de Pittsburgh, con unos mil doscientos edificios quemados, unas doce mil personas que perdieron sus hogares y solo dos muertos.[22]
- 18 de abril: En Japón, el barco ballenero estadounidense Manhattan al mando del capitán Mercator Cooper, que había rescatado a 22 marineros japoneses náufragos cerca de la Isla Tori-Shima, recibe permiso del gobierno Tokugawa para fondear en la bahía de Tokio y devolver a los náufragos, primera visita de un barco extranjero a Edo después de 220 años, aunque no les permitieron desembarcar.[23]
- 20 de abril: En Perú, el conservador Ramón Castilla se hace con el poder hasta 1862. Restablecimiento del comercio, incremento de las rentas públicas, tendido telegráfico y ferroviario entre Lima y El Callao.[24] Fundó la potencia económica de Perú sobre la base de los yacimientos de guano y de nitrato de sodio.
- Abril: 
  - En Argelia, Mohammed ben Ouadah, conocido como el Cheikh Boumaza, reúne un ejército en el Dahra y predica la revuelta contra el ocupante francés. El 20 de abril ataca un campamento de trabajadores en la ruta de Ténès a Orléansville. Asedia sin éxito Orléansville, pero su ejército es batido en Ténès el 31 de mayo, y en la tierra de la tribu Béni-Zeroual el 11 de junio.[25]
  - En el Líbano, recomienzan los enfrentamientos entre los drusos y los maronitas. La administración otomana es un fracaso, y los europeos reprochan la lentitud de las reformas institucionales. El ministro de Asuntos Exteriores del Imperio otomano, Chekib-Effendi, desembarca en Beyrouth el 14 de septiembre con dos regimientos de infantería , y desarma a todos los contendientes antes de final de año.[26]

### Mayo
- 2 de mayo: En Inglaterra, más de 300 personas se reunieron sobre un puente de suspensión en Great Yarmouth, para ver un payaso que bajaba en una bañera por el río Bure. Al cambiar de lado la multitud para ver el paso del payaso, las cadenas se rompieron, y el puente colapsó dejando 79 muertos, 59 de ellos niños.[27]
- 3 de mayo: En el Imperio Chino, se produce un incendio en un Teatro de Cantón, en el que perecieron 1670 personas.[28]
- 6 de mayo: En Larache, firma del Convenio entre España y Marruecos definiendo las fronteras de Ceuta, alcanzado bajo la mediación de Gran Bretaña.[29]
- 13 de mayo: En reino de Imerina en Madagascar, la reina Ranavalona I, que reinó de 1828 a 1861, en su lucha permanente contra las influencias extranjeras, emite un decreto por el que los extranjeros son sometidos a las leyes malgaches: desposesión de bienes en caso de delitos, esclavitud de toda la familia en caso de no pagar las deudas,...[30]
- 16 de mayo: En Holanda, inauguración del último tramo de la línea de ferrocarril Utrecht-Arnhem, que conectaba esta última ciudad con Ámsterdam. El 14 de mayo se inauguró la estación de tren Arnhem Centraal.[31]
- 18 de mayo: En Bourges, Francia, se produce la abdicación del pretendiente carlista al trono español Carlos V, en favor de su hijo Carlos VI para favorecer un posible matrimonio con la reina Isabel II de España, que no se produjo, lo que fue la antesala de la segunda guerra carlista de 1846 a 1849.[32]
- 19 de mayo: Inicio de la expedición de Franklin desde Greenhithe, en el municipio de Dartford, en el condado de Kent, Inglaterra,  dirigida por el capitán Sir John Franklin, con 129 hombres en el HMS Erebus y el HMS Terror en total, para intentar la travesía por el paso del Noroeste (espacio marítimo del Océano Ártico). Su tripulación desapareció en 1846 después de quedar bloqueado por los hielos en el estrecho Victoria, cerca de la isla del Rey Guillermo, en el ártico canadiense.[33]
- 23 de mayo: Publicación de una nueva Constitución en España durante el reinado de Isabel II, vigente hasta 1869, inspirada por el Partido Moderado y promovida por el primer ministerio Narváez, que supuso la ampliación de las prerrogativas reales, unión de la Iglesia y el Estado, Senado de designación real y supresión del control parlamentario de la Hacienda.[34]
- 28 de mayo: En Canadá, estalla un violento incendio en la ciudad de Quebec que destruye todo el barrio de Saint-Roch, salvo dos edificios, el convento de Saint-Roch y la capilla de los Muertos. Hubo 50 víctimas, más de 1630 residencias fueron arrasadas y más de doce mil personas sin hogar.[35]
- 29 de mayo: Firma en Londres de una convención entre Francia y Gran Bretaña para poder intervenir en los navíos y luchar contra el comercio de esclavos africanos.[36]

### Junio
- 15 de junio: En el reino de Imerina, en Madagascar, bombardeo de Tamatave hasta el 17 de junio por la armada anglo-francesa, como castigo por el expolio de los comerciantes extranjeros, la expulsión de misioneros y la persecución de los cristianos por la reina Ranavalona I.[37]
- 17 de junio: En Ecuador, se firma un tratado en la hacienda de la Virginia, cerca de Babahoyo, que finaliza la revolución marcista comenzada el 6 de marzo, provocando la destitución del presidente Juan José Flores, y su reemplazamiento por el triunvirato marcista provisional de Olmedo, Roca y Noboa.[38]
- 18 de junio: En Argelia, el general francés Pélissier asfixia con humo a una tribu entera en la gruta llamada Ghar El Frachich en la zona de Dahra, oscilando el número de víctimas entre 500 y 1200 argelinos.[39]
- 18 de junio: en París, nació Charles Louis Alphonse Laveran premio Nobel de Medicina en 1907
- 24 de junio: En Dinamarca, partida desde Copenhague de la corbeta Galathea, comandada por el danés Steen Bille, para dar la vuelta al mundo, y que terminará el 31 de agosto de 1847.[40]
- 28 de junio: En Canadá, estalla otro violento incendio (tras el de mayo) en la ciudad de Quebec que destruye gran parte de los barrios de San Juan y San Luis. Hubo 2 víctimas, más de 1300 residencias quemadas y más de diez mil personas sin hogar.[41]
- 30 de junio: En el actual Lesoto, Compromiso de Touwfontein arbitrado por los británicos entre Moshoeshoe I, rey de los sothos, y los bóeres, que obtenían las tierras evacuadas por los sothos a cambio de reconocer la autoridad de Moshoeshoe I, el pago de una tasa de explotación y la renuncia a otras tierras. Un Residente Británico se estableció para mediar entre los dos bandos.[42]

### Julio
- 3 de julio: En Francia, el ilusionista francés Jean Eugène Robert-Houdin, padre de la magia moderna, abre su teatro mágico en París, en una galería del Palais-Royal.[43]
- 4 de julio: El Congreso de la República de Texas ratifica la anexión de su territorio a los Estados Unidos, firmada por el presidente americano Tyler en marzo.[11]
- 4 de julio: Henry David Thoreau, se va a vivir a una cabaña cerca del lago Walden.
- 18 y 19 de julio: En Francia se aprueban las leyes Mackau que modifican el estatus de derecho privado de los esclavos, fijan los derechos y deberes recíprocos del dueño y del esclavo en sus relaciones de trabajo, y facilitan su manumisión. Preveían la abolición de la esclavitud, pero sin precisar el plazo o sus modalidades.[44]
- 19 de julio: En Nueva York, se produce un incendio en una fábrica de aceites y velas, en el distrito financiero de Bajo Manhattan, que destruye trescientas cuarenta y cinco estructuras, y mata a treinta personas, de las cuales cuatro bomberos. Tras esta tragedia se restringieron las construcciones con estructuras de madera.[45]
- 23 de julio: En Prusia, el poder pone fin a quince años de conflicto entre iglesias Protestantes reconociendo el derecho a los viejos luteranos de no adherirse a la Unión evangélica del 25 de junio de 1830 decretada por el rey Federico-Guillermo III.[46]
- 26 de julio: El mayor barco de pasajeros del mundo y el más lujoso SS Great Britain, parte de Liverpool en dirección a Nueva York, que alcanzaría en 14 días. Fue el primer barco con casco de acero y propulsión por hélice en cruzar el Atlántico.[47]

### Agosto
- 2 de agosto: Cerca de Montevideo, Uruguay, la flota anglo-francesa, que buscaba una navegación comercial libre por los ríos Paraná y Uruguay, ante la negativa de Juan Manuel de Rosas a parar la guerra de la Confederación Argentina con Uruguay, se apodera de la escuadra argentina del almirante Guillermo Brown, iniciándose el bloqueo anglo-francés del Río de la Plata; poco después, la Confederación Argentina le declaró la guerra al Reino Unido y Francia.[48]
- 4 de agosto: En Australia, el barco de emigrantes británicos Cataraqui naufraga en Isla King (Tasmania) contra unos arrecifes, en una noche de gran tormenta, con un balance de 400 personas muertas y solo 9 sobrevivientes (1 pasajero y 8 tripulantes).[49]
- 7 de agosto: En Rusia, el gobierno prohíbe el trabajo nocturno (de medianoche hasta las 6 de la mañana) de los menores de 12 años en las industrias, aunque sin definir las penas por su no cumplimiento.[50]
- 8 de agosto: 
  - En Argelia, el general Armand Jacques Leroy de Saint-Arnaud empareda vivos a 500 argelinos Sbehas rebeldes en las grutas de Aïn Merane, que rehusaban rendirse.[51]
  - En el Reino Unido, firma de la ley Aberdeen Act por el Parlamento británico, que permitía a los navíos británicos el capturar y juzgar a los barcos negreros brasileños que no respetaban la convención de 1807 para abolir el comercio de esclavos de África; el gobierno brasileño protestó el 22 de octubre.[52]
- 12 de agosto: En Argentina, en la aldea Malabrigo (noreste de la provincia de Santa Fe), las fuerzas federalistas de Martín de Santa Coloma y el gobernador Pascual Echagüe de Santa Fe vencen a las fuerzas unitarias del exgobernador Juan Pablo López, quien logra escapar con el botín que recogió durante un mes de gobierno espurio.[53]
- 19 de agosto: En la Alta Normandía (Francia), un violentísimo tornado F5, con vientos de más de 320 km/h, arrasa la aldea de Montville (Seine-Maritime), dejando 70 muertos por el hundimiento de varias industrias textiles. Se encontraron objetos y escombros de este pueblo a 30 km de distancia.[54]
- 27 de agosto: En Rusia, se promulga un Código penal (criminal y correccional) completo, junto con el reglamento detallado sobre el modo de deportación a Siberia.[55]

### Septiembre
- 2 de septiembre: En Japón, el anterior daimio japonés Mizuno Tadakuni, que había dimitido en febrero, es acusado de corrupción e incompetencia en su cargo, y exiliado a la prefectura actual de Yamagata, en el norte de Honshu. Fue reemplazado como presidente del Consejo de Ancianos por su rival Abe Masahiro.[9]
- 6 de septiembre: Primera mención en la prensa de la aparición del mildiu de la patata en Irlanda, en el The Gardeners' Chronicle, enfermedad que dará lugar a la Gran Hambruna.[56]
- 8 de septiembre: La reina Victoria del Reino Unido realiza una visita por segunda vez (la primera en 1843) al rey Luis Felipe I de Francia en el castillo de Eu durante unos días, colocando las bases de una primera Entente cordiale entre los dos países.[57]
- 10 de septiembre: En Holanda, el rey Guillermo II de los Países Bajos inaugura la nueva Bolsa de Valores del arquitecto Jan David Zocher en la plaza Dam de Ámsterdam.[58]
- 17 de septiembre: Plan General de Estudios de 1845 (Plan Pidal).
- 23 de septiembre: En los Estados Pontificios, un levantamiento tiene lugar en Rímini contra el papa, y se apoderan de la ciudad. La infantería suiza y los dragones pontificios retoman la ciudad el 27 de septiembre y sofocan la rebelión.[59]
- 23 - 25 de septiembre: En Argelia tiene lugar la batalla de Sidi-Brahim. La columna del teniente coronel Montagnac cae en una emboscada. Los 3.000 jinetes de Abd el-Kader rodean al 8.º batallón de Cazadores de Orléans y un escuadrón del 2.º de Husares. Setenta y nueve soldados se refugian se refugian en el morabito de Sidi Brahim, y resisten durante tres días. Habrá en total 295 soldados franceses masacrados y solo doce sobrevivirán.[60]

### Octubre
- 2 de octubre: En el sultanato de Mascate y Omán, firma de un tratado en Zanzíbar entre el Imán de Mascate y el gobernador británico que prohibía la trata de esclavos desde los dominios africanos del sultán de Mascate (entró en vigor en 1847).[61] El precio de los esclavos se hundió, permitiendo la adquisición de una mano de obra barata por los comerciantes de la costa.
- 9 de octubre: Después de unos años luchando por acercar las iglesias anglicana y católica, el teólogo, poeta y sacerdote anglicano John Henry Newman se convierte al catolicismo. Su último escrito del período anglicano fue el Ensayo sobre el Desarrollo de la Doctrina Cristiana, publicado en noviembre de 1845, y que está relacionado con su conversión.[62] En 1879 fue nombrado Cardenal. Fue canonizado en 2019.
- 10 de octubre: En Estados Unidos, abre la Academia Naval de Annapolis, Maryland, bajo el impulso del Secretario de la Armada de los Estados Unidos, George Bancroft, con una clase de 50 guardiamarinas y siete profesores.[63]
- 13 de octubre: Los ciudadanos texanos votan a favor de la anexión de Texas a Estados Unidos, y la nueva constitución.[64]
- 18 de octubre: Insurrección en Argelia. El general Bugeaud al enterarse, vuelve desde la metrópolis el 15 y reparte en campaña. El jeque Bu'Maza, batido una primera vez el 30 de septiembre, es rechazado en Mostaganem en esta fecha y debe refugiarse en el Dahra, desde donde propaga la insurrección que durará hasta julio de 1846.[65]

### Noviembre
- 17  de noviembre: se inaugura en España el Instituto plaza De la Cruz
- 18 de noviembre: El capitán británico George Grey se convierte en gobernador de la Colonia de Nueva Zelanda. Al conocer las costumbres y la lengua maorí, logró restablecer la calma en 1846.[66]
- 19 de noviembre: en el estado de Guanajuato (México) se emite el decreto 16 que crea al municipio de Moroleón
- 20 de noviembre: En Argentina, en las costas del río Paraná, a 180 km de San Pedro, se libra la Batalla de la Vuelta de Obligado entre las tropas de la Confederación Argentina que reclamaba la soberanía de las orillas y la armada anglo-francesa que acompañaba un convoy de buques mercantes, con una victoria pírrica de estos ya que el convoy pudo pasar, pero con dificultades y un total fracaso comercial en los siguientes meses.[48]

### Diciembre
- 2 de diciembre: El Presidente de los Estados Unidos James K. Polk anuncia al Congreso que la Doctrina Monroe debe ser estrictamente aplicada según la Doctrina del destino manifiesto, y que los Estados Unidos deben expandirse agresivamente hacia el Oeste, desde las costas del Atlántico hasta el Pacífico.[67]
- 4 de diciembre: Aunque Natal fue proclamada colonia británica en 1843 y administrada desde la colonia del Cabo en 1844, no fue sino hasta fines de 1845 que se instaló una administración efectiva con Martin T. West como vicegobernador en Durban.[68]
- 11 de diciembre:
  - En Suiza, creación en secreto de la liga Sonderbund ("alianza particular")[69]  integrada por siete cantones católicos conservadores (Friburgo, Lucerna, Schwyz, Unterwalden, Uri, Valais y Zug), con el fin de defender sus intereses particulares, frente a una centralización del poder de la Confederación, en manos de los liberales en aquel momento, y contra sus medidas anticlericales.[70]
  - En la India estalla la primera guerra anglo-sij (hasta marzo de 1846), entre la Compañía Británica de las Indias Orientales y el Reino sij, al franquear los sijs el río Sutlej (frontera entre ambos). Después de la guerra, los británicos conseguirán el control del Punjab indio.[71]
- 17 de diciembre: En Australia, el explorador y naturalista alemán Ludwig Leichhardt llega a Port Essington, cerca de Darwin, tras un viaje exploratorio de más de 14 meses, de unos 4800 km por el territorio del norte de Australia. Regresó en barco a Sídney el 25 de marzo de 1846, donde fue recibido como un héroe.[72]
- 18 de diciembre: En la India Colonial, en la primera guerra anglo-sij, tiene lugar la batalla de Mudki entre el ejército de Lal Singh (10.000 jinetes, 4.000 de infantería y 22 cañones) y las fuerzas de la Compañía Británica de las Indias Orientales del general Sir Hugh Gough (12.000 tropas y 42 cañones), con victoria de estos últimos, aunque con fuertes bajas causadas por los sijs.[73]
- 21 y 22 de diciembre: En la India Colonial, en la primera guerra anglo-sij, tiene lugar la batalla de Firozpur, entre el ejército de Lal Singh (40.000 tropas) y las fuerzas de la Compañía Británica de las Indias Orientales del general Sir Hugh Gough (18.000 tropas), con victoria de estos últimos, aunque con fuertes bajas causadas por los sijs.[73]
- 27 de diciembre: El editor John L. O'Sullivan afirma en el New York Morning News, respecto a la anexión de Oregon Country por Estados Unidos en la disputa con Gran Bretaña, que se les debe "permitir cumplir su destino manifiesto de extenderse por el Continente asignado por la Providencia". Es la segunda vez que utiliza estos términos de la doctrina del destino manifiesto, tras la realizada en julio en el mismo periódico y en la revista Democratic Review sobre la anexión de la República de Texas, doctrina que tendrá una gran influencia sobre el imperialismo estadounidense del siglo siguiente.[74]
- 29 de diciembre: El presidente estadounidense James K. Polk firma la integración de Texas a Estados Unidos, convirtiéndose en el estado vigésimo octavo de los Estados Unidos, y cumpliendo la Doctrina del Destino Manifiesto.[64]
- 31 de diciembre: Mariano Paredes y Arrillaga asume la presidencia de México como su decimoquinto presidente.[75]
- Diciembre: En México, a finales de año, el Congreso Mexicano reprueba los convenios de diciembre de 1843, que otorgaban autonomía plena a Yucatán, con lo que los yucatecos volvieron a rechazar el vínculo con México y se separaron en 1846.[76]

### Fechas desconocidas
- Comienzo de un período de escasez y hambre en Irlanda hasta 1849, conocido como la Gran Hambruna, por una plaga de un hongo que provocó la enfermedad de la patata, un tubérculo que suponía la dieta básica del 40% de la población, mientras las cosechas de trigo seguían exportándose a Inglaterra, por orden de la ley de cereales. La falta de ayuda de Inglaterra provocó la muerte de un millón de personas, y la emigración de otro millón hacia América, en un país que tenía ocho millones antes de la plaga.[77]
- En Camboya, tras la guerra entre Vietnam y Siam de 1841 a 1845 por el control de este reino, guerra alentada por el levantamiento de los Jemer contra la vietnamización de su país, se acuerda entre estos dos países el reconocer ambos a Ang Duong (rey desde 1843 con apoyo de Siam) como rey de Camboya bajo su tutela, que será coronado formalmente en Udong en 1848. Ang Duong intentó reconstruir el país, y pidió ayuda a Francia.[78]
- En el reino de Hawái, el rey Kamehameha III cambia la capital desde Lahaina, en la isla de Maui, a Honolulu, en la isla de Oahu.[79]

## Cultura y sociedad
- 1 de febrero: El presidente de la República de Texas, Anson Jones, firma la Carta oficial de creación de la Universidad Baylor, una universidad privada y bautista, ubicada inicialmente en la comunidad de Independence, Texas, y en la ciudad de Waco a partir de 1886. El primer curso comenzó en mayo de 1846.[80]
- 2 de abril: Los franceses Louis Fizeau y Léon Foucault logran la primera imagen fotográfica del Sol a las 9h45, utilizando un daguerrotipo y un tiempo de exposición de solo 1/60 de segundo, imagen en la que se pueden apreciar manchas solares.[81]
- 1 de julio: Emisión del primer sello postal multicolor del mundo en el cantón de Basilea, en Suiza, el primero y único emitido por este Cantón, y conocido como la Paloma de Basilea.[82]
- 25 de septiembre: En Estados Unidos se funda la sociedad literaria de hombres Phi Alpha Literary Society por siete estudiantes del Illinois College, en Jacksonville (Illinois).[83]
- 6 de diciembre: En Estados Unidos se funda la hermandad estudiantil masculina Alpha Sigma Phi en la Universidad de Yale, en New Haven, Connecticut, la décima más antigua del país, por tres estudiantes de segundo año.[84]
- La Universidad de la Reina de Belfast es creada en Irlanda del Norte por una Carta Real de la Reina Victoria, como una alternativa no confesional al Trinity College Dublín, controlada por la Iglesia Anglicana, abriendo sus puertas 4 años más tarde.[85]

### Deportes
- 15 de marzo: En Inglaterra, Cambridge gana la séptima regata Oxford-Cambridge que tiene lugar en el río Támesis entre Putney y Mortlake, con un recorrido de 6,8 kilómetros.[86]
- 23 de septiembre: Se forma oficialmente el primer club de béisbol, los New York Knickerbockers (club existente desde 1842), por miembros del Gotham Base Ball Club. Las primeras reglas de béisbol se redactaron aquí bajo el liderazgo de Alexander Cartwright.[87]
- 21 de octubre: El New York Herald se convierte en el primer periódico en mencionar el juego de béisbol, concretamente un partido que tendría lugar al día siguiente entre el New York Base Ball Club y el Brooklin Club.[88]

### Publicaciones
- 15 de julio: El diarioThe Straits Times aparece por primera vez en Singapur, llegando a convertirse en el periódico más importante de la Malasia británica y el diario más leído hoy en día del país.[89]
- 1 de agosto: El político y escritor Ľudovít Štúr obtiene el permiso del emperador Francisco José I de Austria para publicar el primer periódico impreso en lengua eslovaca en Bratislava que se llamaba "Slovenskje národňje noviny", Periódico Nacional Eslovaco, publicación política de tendencia democrática.[90]

## Arte y literatura
- 6 de enero: Se constituye en Escocia la Glasgow Government School of Design en la ciudad de Glasgow, que se convertirá en 1853 en la Escuela de arte de Glasgow, una de la veintena de escuelas abiertas en el Reino Unido por el gobierno británico para mejorar la calidad del diseño de productos.[91]
- 7 de febrero: En Londres, en el Museo Británico, un joven borracho, William Lloyd, con paranoia aguda, rompe con una piedra esculpida la Vasija de Portland (jarrón romano de cristal del s. I) y la vitrina donde se exhibía. La Vasija fue reparada unos meses después.[92]
- Descubrimiento por el coleccionista de arte Giampietro Campana en 1845-1846 (fecha no bien determinada), en la necrópolis de la Banditaccia de la ciudad etrusca Caere (actual Cerveteri), del Sarcófago de los esposos, urna funeraria antropoide de terracota.[93]

### Pintura y escultura

El desesperado de Gustave Courbet

- El pintor realista francés Gustave Courbet termina su óleo sobre lienzo El desesperado, comenzado en 1843, un autorretrato a los 25 años de estilo casi romántico.[94]
- El pintor neoclásico Jean-Auguste-Dominique Ingres termina el óleo sobre lienzo de la Condesa de Haussonville, uno de los pocos retratos de este pintor.[95]

### Arquitectura
- En el Imperio ruso, se termina la construcción de la Catedral de la Epifanía de Moscú, en Yelójovo, comenzada en 1837, del arquitecto Yevgraf Tyurin. Esta catedral de estilo ruso ecléctico tipo Imperio, es la principal iglesia ortodoxa de Moscú.[96]
- En Francia, se terminan los trabajos de reconstrucción de la Catedral de San Pedro en Rennes, catedral católica de estilo clásico, bajo la dirección del arquitecto Louis Richelot, trabajos comenzados en 1787.[97]
- En Inglaterra, se termina la construcción de la mansión Harlaxton Manor, comenzada en 1837, del empresario Sir Gregory Gregory, en la localidad de Harlaxton, en el condado de Lincolnshire, combinando la arquitectura jacobina con la isabelina y con la barroca asimétrica, de los arquitectos Anthony Salvin y William Burn.[98]
- En Estados Unidos, se termina la construcción comenzada en 1839, del Capitolio del Estado de Florida en Tallahassee, de estilo neoclásico, justo antes de la entrada de Florida en los Estados Unidos como el estado número 27.[99]
- En Estados Unidos se inaugura en Nueva York, Mariner's Temple, una iglesia bautista evangélica, de estilo neogriego con un frontón triangular griego y columnas dóricas en su fachada.[100]

### Literatura
- 29 de enero: En Estados Unidos, publicación por primera vez del poema narrativo El cuervo, de Edgar Allan Poe en el periódico New York Evening Mirror, antes de ser publicado en febrero en The American Review: A Whig Journal y en otros diarios (New York Tribune y Broadway Journal).[101]
- 15 de marzo: Publicación en alemán, en Leipzig, de la obra La situación de la clase obrera en Inglaterra del filósofo Friedrich Engels, un estudio de las condiciones de vida de los trabajadores en la Inglaterra victoriana. La obra no se tradujo al inglés hasta 1885.[102]
- 2 de mayo: En Chile, comienzo de la publicación en la sección de folletín del periódico El Progreso de Chile, hasta el 21 de junio, del ensayo contra la tiranía Civilización i barbarie: vida de Juan Facundo Qiroga del político argentino exiliado Domingo Faustino Sarmiento, sobre la historia argentina y criticando el gobierno de Juan Manuel de Rosas.[103]
- El polímata prusiano Alexander von Humboldt comienza la publicación de su obra Cosmos, una descripción en cinco volúmenes (1845-1847-1851-1857-1862) acerca del estado de conocimientos sobre el mundo.[104]
- Publicación en alemán del libro infantil Der Struwwelpeter o Pedro Melenas (título inicial Lustige Geschichten und drollige Bilder für Kinder) del psiquiatra y escritor alemán Heinrich Hoffmann.[105]

### Música
- 5 de febrero: En Milán se estrena con éxito la ópera seria Ildegonda en dos actos de Emilio Arrieta en el Conservatorio de Milán, ópera compuesta sobre un libreto de Temistocle Solera, y que fue reestrenada en el Palacio Real de Madrid en 1849.[106]
- 15 de febrero: En Milán se estrena la ópera Giovanna d'Arco de Giuseppe Verdi en el Teatro de La Scala, con un prólogo y tres actos, basada en la obra teatral de La doncella de Orléans de Friedrich Schiller.[107]
- 13 de marzo: Estreno en Leipzig, en la Gewandhaus, del Concierto para violín en mi menor, Op. 64 de Félix Mendelssohn, terminado el 16 de septiembre de 1844 y dedicado a su amigo Ferdinand David.[108]
- 21 de abril: Estreno en el Teatro Nacional de Magdeburgo de la ópera romántica Undine de Albert Lortzing en cuatro actos, basada en la obra homónima de Friedrich de la Motte Fouqué, y sin conocer la música ya compuesta en 1816 por E.T.A. Hoffmann, con un éxito discreto.[109]
- 12 de agosto: Estreno en el Teatro de San Carlos de Nápoles de la ópera Alzira de Giuseppe Verdi con un prólogo y dos actos, basada en la obra de teatro Alzira o los americanos de Voltaire, y que tuvo poco éxito.[110]
- 19 de octubre: En la Ópera Semper de Dresde se estrena Tannhäuser de Richard Wagner, una ópera en tres actos, basada en dos leyendas alemanas, que Wagner había terminado en abril de ese año. Posteriormente, Wagner revisó su obra y creó la Versión de Dresde en 1847, la Versión de París en 1861, y la Versión de Viena en 1875.[111]
- 15 de noviembre: En el teatro Drury Lane de Londres se estrena Maritana de William Vincent Wallace, una Grand opéra en tres actos, basada en la obra teatral Don César de Bazán de A. d'Ennery y Ph. Dumanoir.[112]
- 20 de diciembre: Estreno en Leipzig del 2.º trío para piano con violonchelo y violín en Do menor, Op. 66, de Felix Mendelssohn, partitura terminada el 30 de abril de 1845, y publicada en 1846.[113]
- Diciembre: Estreno ante una pequeña audiencia en el Hotel de Saxe de Dresde del Concierto para piano, Opus 54, en La menor, de Robert Schumann, con su esposa Clara Schumann al piano. El estreno oficial tendrá lugar el 1 de enero de 1846 en la Gewandhaus de Leipzig.[114]

## Ciencia y tecnología
- 18 de agosto (6 en el calendario juliano): En el Imperio Ruso, creación de la Sociedad Geográfica Rusa en San Petersburgo, bajo la orden imperial del zar Nicolás I de Rusia, cuya primera reunión tuvo lugar el 19 de octubre.[115]
- 28 de agosto: Publicación del primer número de la revista Scientific American, una de las principales publicaciones mundiales sobre ciencia y tecnología.[116]

### Astronomía
- 18 de septiembre: El matemático y astrónomo inglés John Couch Adams, tras estudiar las fuerzas que afectaban la órbita del planeta Urano, predice por cálculos matemáticos la existencia de un nuevo planeta, Neptuno. Los cálculos fueron confirmados en paralelo y de forma independiente por el matemático francés Le Verrier en junio de 1846, poco antes del descubrimiento por observación directa por el astrónomo alemán J.G. Galle en septiembre de 1846.[117]
- El irlandés William Parsons, conde de Rosse, utilizando el mayor telescopio de la época (el Leviatán de Parsonstown, un reflector de 72 pulgadas o 1,8 m) descubre que el objeto Messier M51 (conjunto de dos galaxias en colisión, la M51A y la M51B), que se encuentra a unos 30 millones de años-luz de distancia, conocido como la Galaxia Remolino, tiene una estructura espiral.[118]

### Física
- 14 de enero: Seis jóvenes físicos fundan la Physikalische Gesellschaft zu Berlin, que con el tiempo se convertirá en la Sociedad de Física Alemana (Deutsche Physikalische Gesellschaft), la organización de físicos más grande del mundo, con unos 60.000 miembros. La primera reunión tuvo lugar el 24 de enero.[119]
- Junio: El físico inglés James Prescott Joule, tras publicar en 1843 que el calor no era más que una forma de energía que se podía obtener a partir de la energía mecánica, publicó en 1845 un artículo titulado The Mechanical Equivalent of Heat ("El equivalente mecánico del calor"), que leyó en una reunión de la Asociación Británica en Cambridge, especificando el valor numérico del equivalente mecánico del calor, muy similar al aceptado actualmente por la comunidad científica.[120]
- 13 de septiembre: El científico británico Michael Faraday descubre que un campo magnético influye sobre un haz de luz polarizada, fenómeno conocido como efecto Faraday o efecto magneto-óptico.[121]
- El científico neerlandés Buys-Ballot estudia y confirma el efecto Doppler en las olas de sonido, verificando que el sonido es más agudo si la fuente se aproxima que si la fuente se aleja.[122]
- El físico alemán Gustav Kirchhoff formula matemáticamente y enuncia las Leyes de Kirchhoff de la ingeniería eléctrica, para el cálculo de tensiones, intensidades y resistencias en una malla de circuitos eléctricos.[123]

### Medicina
- 27 de diciembre: El médico estadounidense Crawford W. Long da éter a su esposa como anestésico durante el parto. Este es el primer uso registrado de éter en un parto, aunque no publicó sus resultados hasta la década de los 50.[124]

### Química
- El químico germano-suizo Christian F. Schönbein descubre accidentalmente la nitrocelulosa o algodón pólvora mientras experimentaba en su casa. Al secar con un trapo de algodón (fibra de celulosa) los restos de una mezcla de ácido nítrico y sulfúrico, observó que el trapo se inflamó al ponerlo a secar en una estufa, por lo que el nitrato de celulosa se formó por la mezcla de los ácidos y el algodón.[125]
- El químico alemán Hermann Kolbe consigue por primera vez la síntesis de un compuesto orgánico a partir de compuestos inorgánicos, al sintetizar el ácido acético a partir de disulfuro de carbono.[126]

### Tecnología
- 17 de marzo: En Inglaterra, el inventor y empresario Stephen Perry patenta su banda de goma elástica, obtenida por el método de extrusión, al forzar el caucho a través de una matriz con forma de tubo largo, vulcanizarlo y cortarlo a lo ancho.[127]
- 17 de marzo: En Inglaterra, Henry Jones patenta la harina leudante o harina con levadura. Una de las inquietudes de Jones, panadero de Bristol, era disponer de pan fresco durante las travesías marinas en vez de comer galletas marineras. Obtuvo la patente en Estados Unidos en 1849 y la aprobación de la Marina británica en 1855.[128]
- 10 de diciembre: El ingeniero escocés Robert William Thomson obtiene la patente británica de un nuevo neumático, que él llamó rueda aérea para carruajes de caballos, que contenía un tubo interno inflado de aire, encerrado dentro del propio neumático de caucho, para sustituir a los neumáticos de goma maciza, y reducir las vibraciones.[129]
- Comienza a funcionar el Prospect Park Incline Railway, un funicular construido en la ciudad de Niagara Falls, en el lado estadounidense de las Cataratas del Niágara, con dos carros en paralelo en direcciones opuestas, en una pista inclinada colgando de un cable de acero, con un contrapeso de agua y un freno de fricción. Estuvo en funcionamiento hasta 1907.[130]

### Premios científicos
- La Real Sociedad de Londres entrega la medalla Copley al mejor trabajo científico del año al fisiólogo y anatomista prusiano Theodor Schwann, por sus investigaciones fisiológicas sobre la teoría celular.[131]
- La Sociedad Geológica de Londres entrega la medalla Wollaston al geólogo y naturalista británico John Phillips por sus trabajos sobre la escala temporal geológica global.[132]

## Nacimientos

### Enero
- 7 de enero: Paul Deussen, filósofo, historiador y estudioso alemán de la indología (f. 1919).
- 7 de enero: Luis III de Baviera, príncipe de la Casa de Wittelsbach, regente y último rey de Baviera (f. 1921).
- 10 de enero: Alexander Burgener, guía de montaña suizo durante las primeras ascensiones de los Alpes occidentales en la Edad de Plata del alpinismo (f. 1910).
- 13 de enero: François Félix Tisserand, matemático y astrónomo francés, autor de desarrollos matemáticos aplicados a la mecánica celeste (f. 1896).
- 14 de enero: Henry Petty-Fitzmaurice, político británico, Gobernador general de Canadá, Virrey de la India, Secretario de Guerra y de Asuntos Exteriores (f. 1927).
- 17 de enero: Manuel Lisandro Barillas, militar y político guatemalteco, presidente de la República de Guatemala (f. 1907).
- 21 de enero: Lepha Eliza Bailey, escritora, conferenciante sobre la templanza y el sufragio femenino, y reformadora social estadounidense (f. 1924).
- 22 de enero: Filomena Tamarit e Ibarra, aristócrata y benefactora española (f. 1921).
- 22 de enero: Paul Vidal de La Blanche, fundador de la escuela francesa de Geografía, máximo exponente de la geografía regional francesa (f. 1918).
- 30 de enero: José Domingo de Obaldía, político panameño, gobernador del departamento de Panamá y presidente de Panamá (f. 1910).

### Febrero
- 6 de febrero: Absalón Rojas, ganadero, periodista y político argentino, gobernador dos veces de la provincia de Santiago del Estero (f. 1893).
- 6 de febrero: Isidor Straus, empresario judío germano nacionalizado estadounidense, congresista y copropietario de RH Macy & Co, fallecido en el Titanic (f. 1912).
- 7 de febrero: Mercedes Cabello de Carbonera, escritora feminista peruana del positivismo y naturalismo, iniciadora de la novela realista peruana (f. 1909).
- 8 de febrero: Francis Edgeworth, economista y estadístico británico, antecesor de la economía del bienestar, creador de las series de Edgeworth (f. 1926).
- 11 de febrero: Ahmet Tevfik Okday, político turco de origen tártaro-crimeo, último gran visir del Imperio otomano (f. 1936).
- 15 de febrero: Elihu Root, político estadounidense, senador, secretario de Guerra, secretario de Estado, y premio Nobel de la Paz en 1912 (f. 1937).
- 23 de febrero: Jean-Antoine Injalbert, escultor francés, ganador del Premio de Roma de 1874 y del Gran Premio en la Expo Universal de París de 1889 (f. 1933).
- 25 de febrero: Cesáreo Chacaltana Reyes, abogado y político peruano, ministro de Relaciones Exteriores y presidente del Consejo de Ministros del Perú (f. 1906).
- 25 de febrero: George Reid, político australiano, líder del Partido de Libre Comercio, y primer ministro de Australia (f. 1918).

### Marzo
- 3 de marzo: Georg Cantor, matemático alemán, coinventor de la teoría de conjuntos e investigador de conjuntos infinitos y números transfinitos (f. 1918).
- 10 de marzo: Alejandro III de Rusia, zar del Imperio ruso, zar de Polonia y Gran duque de Finlandia (f. 1894).
- 15 de marzo: Aristóbulo del Valle, abogado y político argentino, fundador de la Unión Cívica Radical, ministro de la Guerra y Marina de Argentina (f. 1896).
- 19 de marzo: José Pedro Varela, sociólogo, periodista y político uruguayo (f. 1879).
- 27 de marzo: Antonio Argenti, escultor italiano de obras alegóricas y realistas, impulsor de la scapigliatura (f. 1916).
- 27 de marzo: Wilhelm Röntgen, ingeniero y físico alemán, premio Nobel de Física en 1901 por el descubrimiento de los Rayos X (f. 1923).
- 31 de marzo: Amós Salvador Rodrigáñez, ingeniero y político español, ministro de Hacienda, Fomento, Agricultura, Industria, Comercio y Obras Públicas (f. 1922).

### Abril
- 5 de abril: Friedrich Sigmund Merkel, anatomista e histopatólogo alemán, que describió las células del tacto o células de Merkel (f. 1919).
- 13 de abril: Richard Assmann, médico y meteorólogo alemán, pionero de la aeronáutica científica y cofundador de la aerología (f. 1918).
- 17 de abril: Dominguito Sarmiento, militar chileno-argentino, hijo adoptivo del presidente Domingo Faustino Sarmiento (f. 1866).
- 19 de abril: Mijaíl Nikoláyevich Muraviov, diplomático ruso, ministro de Asuntos Exteriores del Imperio ruso (f. 1900).
- 20 de abril: Barón de Río Branco, historiador y diplomático brasileño, ministro de Relaciones Exteriores de Brasil (f. 1912).
- 24 de abril: Carl Spitteler, escritor suizo en lengua alemana, premio Nobel de Literatura en 1919 (f. 1924).
- 26 de abril: Jorge Montt, marino y político chileno, presidente de la Junta de Gobierno de Iquique, y presidente de Chile (f. 1922).
- 30 de abril: Joaquim Pedro de Oliveira Martins, historiador y político portugués, ministro de Finanzas del reino de Portugal (f. 1894).

### Mayo
- 1 de mayo: Charles Bessey, botánico, micólogo y algólogo estadounidense, presidente de la Asociación Estadounidense para el Avance de la Ciencia (f. 1915).
- 3 de mayo: Jan Czerski, explorador, geógrafo y geólogo polaco-ruso, autor del primer mapa del lago Baikal (f. 1892).
- 3 de mayo: Elías Villanueva, político argentino, gobernador de la provincia de Mendoza (f. 1913).
- 4 de mayo: William Kingdon Clifford, matemático y filósofo inglés, cofundador de la álgebra geométrica y de las álgebras de Clifford (f. 1879).
- 6 de mayo: Ángel Guimerá, poeta y dramaturgo español, exponente de la Renaixença de las letras catalanas, con elementos románticos y realistas (f. 1924).
- 9 de mayo: Gustav de Laval, ingeniero y empresario sueco, inventor de una centrifugadora desnatadora, principio usado en aeronáutica (f. 1913).
- 12 de mayo: Henri Brocard, meteorólogo y matemático francés, cofundador de la geometría triangular moderna (f. 1922).
- 12 de mayo: Gabriel Fauré, compositor, organista y pedagogo francés, enlazando el final del romanticismo con el modernismo (f. 1924).
- 16 de mayo: Iliá Méchnikov, microbiólogo ucraniano francés, premio Nobel de Fisiología o Medicina en 1908 por su trabajo sobre la fagocitosis (f. 1916).
- 17 de mayo: Pedro Lira, pintor chileno (f. 1912).
- 17 de mayo: Jacinto Verdaguer, sacerdote español y poeta en lengua catalana, autor de La Atlántida y Canigó (f. 1902).
- 23 de mayo: Carlos Díez Gutiérrez, abogado, militar y político mexicano, gobernador de San Luis Potosí, secretario de gobernación de México (f. 1898).
- 28 de mayo: Ole Andres Olsen, pastor estadounidense de origen noruego, presidente de la Asociación General de los Adventistas del Séptimo Día (f. 1915).
- 30 de mayo: Amadeo I de España, nacido en Turín, duque de Aosta y rey de España (f. 1890).
- 31 de mayo: Cándida María de Jesús, religiosa española, fundadora de la Congregación de las Hijas de Jesús, y canonizada en 2010 (f. 1912).

### Junio
- 1 de junio: John Ellard Gore, escritor y astrónomo aficionado irlandés, descubridor de U Orionis y de la nova GK Persei (f. 1910).
- 2 de junio: Arthur MacArthur, Jr., militar estadounidense, teniente general, gobernador de las Filipinas (f. 1912).
- 3 de junio: Arthur von Posadowsky, político alemán, Secretario de Finanzas, del Interior, ministro de Estado de Prusia y Vicecanciller del Imperio Alemán (f. 1932).
- 7 de junio: Luis Felipe Villarán, jurista y político peruano, senador, ministro de Justicia, Culto e Instrucción, y presidente de la Corte Suprema del Perú (f. 1920).
- 10 de junio: Jean-Joseph Benjamin-Constant, pintor orientalista y academicista, retratista y grabador francés (f. 1902).
- 15 de junio: Ismael de la Quintana, abogado, empresario y político peruano, ministro de Hacienda y Comercio del Perú (f. 1925).
- 18 de junio: Charles Louis Alphonse Laveran, médico francés, premio Nobel de Medicina en 1907 por sus trabajos sobre la malaria (f. 1922).
- 22 de junio: Richard Seddon, político neozelandés, ministro de Defensa, de Finanzas, de Educación y primer ministro de Nueva Zelanda (f. 1906).
- 26 de junio: Eduardo Galhardo, militar y administrador colonial portugués, gobernador del Macao portugués y de la India portuguesa (f. 1908).
- 30 de junio: Italo Campanini, tenor italiano (f. 1896).
- 30 de junio: Juan Bautista Gaona, político paraguayo, presidente de Paraguay (f. 1932).
- Junio: James Walker, escritor anarquista británico, y filósofo del anarquismo egoísta (f. 1904).

### Julio
- 9 de julio: Gilbert Elliot-Murray-Kynynmound, político británico, Gobernador general de Canadá y Virrey de la India (f. 1914).
- 17 de julio: Ragna Nielsen, educadora y feminista noruega, presidenta de la Asociación Noruega por los Derechos de las Mujeres (f. 1924).
- 23 de julio: Hermann Fol, zoólogo suizo, pionero de los estudios microscópicos de fecundación y división celular, padre de la citología moderna (f. 1892).
- 30 de julio: Jacob van Marken, empresario y filántropo neerlandés, fundador de la marca Calvé, fusionada más tarde con Unilever (f. 1906).

### Agosto
- 6 de agosto: John George Campbell, político británico y Gobernador general de Canadá (f. 1914).
- 9 de agosto: André Bessette, religioso canadiense de la Congregación de Santa Cruz, creador del Oratorio de San José, y canonizado en 2010 (f. 1937).
- 9 de agosto: Xavier Mellery, pintor simbolista belga, Premio de Roma en 1870 y miembro del grupo artístico Les Vingt (f. 1921).
- 10 de agosto: Abay Kunanbayuli, poeta, filósofo y escritor nacionalista kazajo (f. 1904).
- 10 de agosto: W. T. Odhner, ingeniero sueco, inventor del aritmómetro de Odhner, una de las mayores calculadoras mecánicas (1905).
- 16 de agosto: Gabriel Lippmann, físico francés, premio Nobel de Física en 1908 por su método de reproducción de colores en fotografía (f. 1921).
- 16 de agosto: Wollert Konow, político noruego, ministro de Agricultura y Primer ministro de Noruega (f. 1924).
- 19 de agosto: Edmond James de Rothschild, filántropo y coleccionista judío, promotor de la colonización judía de Palestina en el respeto de los árabes (f. 1934).
- 20 de agosto: Alberto Chmielowski, religioso polaco, fundador de las Albertinas Siervas de los Pobres, canonizado en 1989 (f. 1916).
- 21 de agosto: William Healey Dall, naturalista estadounidense, prominente malacólogo y explorador científico del interior de Alaska (f. 1927).
- 22 de agosto: André-Joseph Allar, escultor francés, ganador del premio de Roma en 1869 (f. 1926).
- 25 de agosto: Juan Bautista Egusquiza, militar y político paraguayo del Partido Colorado, presidente de Paraguay (f. 1902).
- 25 de agosto: Luis II de Baviera, príncipe bávaro de la Casa de Wittelsbach, y rey de Baviera (f. 1886).
- 26 de agosto: Alejandro Pidal y Mon, político y académico español, director de la RAE, ministro de Fomento y presidente del Congreso de Diputados (f. 1913).
- 27 de agosto: Ödön Lechner, arquitecto modernista húngaro, representante de la Secesión húngara, autor del Museo de Artes Aplicadas de Budapest (f. 1914).
- 27 de agosto: Fiódor Martens, diplomático y jurista estonio del Imperio ruso, contribuidor al Derecho Internacional y redactor de la Cláusula Martens (f. 1909).

### Septiembre
- 10 de septiembre: Jessie Rooke, reformadora sufragista británica y australiana, presidenta de la Unión Cristiana de Mujeres por la Templanza (f. 1906).
- 11 de septiembre: Emile Baudot, ingeniero de telegrafía francés, inventor del código Baudot utilizado por los teletipos (f. 1903).
- 29 de septiembre: Miguel Ahumada, político y militar mexicano, gobernador de Chihuahua y de Jalisco (f. 1916).

### Octubre
- 7 de octubre: Marie Heim-Vögtlin, médica suiza, escritora y cofundadora del primer hospital ginecológico suizo (f. 1916).
- 7 de octubre: Edith Pechey, una de las primeras doctora del Reino Unido, miembro de Las siete de Edimburgo y defensora de los derechos de la mujer (f. 1908).
- 21 de octubre: Ferdinand Dutert, arquitecto francés, autor de la Galería de las Máquinas en la Exposición Universal de París de 1889 (f. 1906).
- 21 de octubre: Ulises Heureaux, militar y político dominicano, presidente de la República Dominicana de estilo dictatorial (f. 1899).
- 24 de octubre: Rafael Antonio Gutiérrez, político salvadoreño, presidente de la República de El Salvador (f. 1845).
- 30 de octubre: Antonin Mercié, escultor francés, ganador del Premio de Roma de 1868 y de la medalla de honor en el Salón de París de 1872 (f. 1916).

### Noviembre
- 1 de noviembre: Zygmunt Gorazdowski, sacerdote polaco fundador de las Hermanas de San José de Cracovia, canonizado en 2005 (f. 1920).
- 1 de noviembre: Sámuel Teleki, explorador y geógrafo húngaro, descubridor del lago Rodolfo en Kenia (hoy lago Rodolfo), y del lago Estefanía en Etiopía (f. 1916).
- 10 de noviembre: John Sparrow David Thompson, abogado, juez y político canadiense, Primer ministro de Canadá (f. 1894).
- 17 de noviembre: Alexis de Bentheim y Steinfurt, militar, estadista y príncipe de Bentheim-Steinfurt (f. 1919).
- 23 de noviembre: Fernando Villaamil, marino militar español, diseñador del primer destructor de la historia (f. 1898).
- 26 de noviembre: Facundo Machaín, abogado y político paraguayo, ministro de Relaciones Exteriores y Presidente de Paraguay (f. 1877).

### Diciembre
- 1 de diciembre: Diego Arias de Miranda, político español del Partido Liberal, ministro de Gracia y Justicia, y de Marina de España (f. 1929).
- 5 de diciembre: Piotr Durnovo, abogado y político del Imperio ruso, ministro del Interior que reprimió brutalmente la revolución rusa de 1905 (f. 1915).
- 6 de diciembre: Petra de San José, religiosa española, beatificada en 1994, fundadora de la Congregación Madres de Desamparados y San José (f. 1906).
- 8 de diciembre: Herbert Giles, diplomático y sinólogo británico, coinventor del sistema de romanización del idioma chino Wade-Giles (f. 1935).
- 15 de diciembre: Francisco Silvela, político y académico español, ministro de Gobernación, de Gracia y Justicia, y presidente del Consejo de Ministros (f. 1905).
- 17 de diciembre: Juan Martín Barrundia, militar y político liberal guatemalteco, ministro de Guerra de Guatemala (f. 1890).
- 18 de diciembre: Nikola Pašić, político y diplomático serbio, primer ministro de Serbia y del Reino de Serbios, Croatas y Eslovenos (f. 1926).
- 23 de diciembre: Gustave Ador, político suizo del Partido Liberal, presidente de la Confederación Suiza, y presidente de la CICR (f. 1928).
- 24 de diciembre: Fernand Cormon, pintor francés de temas históricos, con un arte sensacionalista de estilo orientalista (f. 1924).
- 24 de diciembre: Jorge I de Grecia, príncipe de Dinamarca, elegido rey de los helenos por la Asamblea Nacional de Grecia (f. 1913).
- 30 de diciembre: Benjamín Aceval, estadista, educador y diplomático paraguayo, ministro de Paraguay y de Relaciones Exteriores de Paraguay (f. 1900).

### Fechas desconocidas
- Manuel C. Barrios, médico y político peruano, ministro de Fomento y Obras Públicas del Perú, y presidente del Senado (f. 1920).
- Fernando Segundo Brieva Salvatierra, historiador y traductor español (f. 1906).
- Nikolaos Deligiannis, abogado y político griego, ministro de Asuntos Exteriores y primer ministro interino de Grecia (f. 1910).
- Elías Fernández Albano, abogado y político chileno, ministro del Interior, de Industrias y Obras Públicas, y vicepresidente de Chile (f. 1910).
- Federico Herrera, abogado y político peruano, del Partido Constitucional, ministro de Gobierno y presidente del Consejo de Ministros del Perú (f. 1892).
- Juan Antonio Jara, abogado y político paraguayo, ministro de Relaciones Exteriores y de Hacienda, y Vicepresidente del Paraguay (f. 1887).
- Bonifacio Lastra, abogado y político argentino, ministro de Hacienda y ministro de Justicia e Instrucción Pública de Argentina (f. 1896).
- Ivan Ropet, seudónimo de Petrov Ivan Nikolaevich, arquitecto ruso del eclecticismo y de la formación del estilo neorruso (f. 1908).
- Justiniano Sotomayor Guzmán, ingeniero, economista y político chileno, ministro de Hacienda de Chile.
- Santiago Uganda, último rey de Corisco, de los ndowés o bengas, uno de los primeros líderes independentistas de Guinea Ecuatorial (f. 1960)

## Fallecimientos

### Enero
- 10 de enero: Diego Vigil y Cocaña, abogado y político, Jefe Supremo de Honduras, El Salvador y presidente de la República Federal de Centroamérica (n. 1799).
- 19 de enero: José Félix Aldao, fraile dominico, militar y caudillo argentino del Partido Federal, gobernador de la provincia de Mendoza (n. 1785).

### Febrero
- 6 de febrero: Joaquín Rivera, militar y político hondureño, jefe de Estado de Honduras (n. 1795).
- 13 de febrero: Henrich Steffens, filósofo, científico y poeta noruego, representante de la Naturphilosophie (n. 1773).
- 22 de febrero: Enrique Gil y Carrasco, escritor romántico español (n. 1816).
- 26 de febrero: Domenico Gilardi, arquitecto suizo de estilo neoclásico del Imperio ruso, clave en la reconstrucción tras el incendio de Moscú de 1812 (n. 1785).
- 27 de febrero: María Trinidad Sánchez, activista dominicana que confeccionó la primera bandera dominicana, y fusilada por el gobierno haitiano (n. 1794).

### Marzo
- 5 de marzo: Martín Rodríguez, militar y político argentino, gobernador de la provincia de Buenos Aires (n. 1771).
- 13 de marzo: John Frederic Daniell, químico y físico inglés, inventor de una pila eléctrica, un higrómetro de rocío y un pirómetro registrador (n. 1790).
- 16 de marzo: Manuel Rengifo, político chileno, ministro de Hacienda de Chile (n. 1793).
- 18 de marzo: Fernando Coustellier, fabricante de abanicos francés (n. 1785).
- Marzo: Nicolás Espinoza, militar y político salvadoreño, Jefe Supremo de El Salvador (n. 1795).

### Abril
- 8 de abril: Gregorio García de Tagle, juez y político argentino, ministro de las Provincias Unidas del Río de la Plata y de la provincia de Buenos Aires (n. 1772).
- 12 de abril: Hendrik Merkus de Kock, general y senador neerlandés, ministro de Relaciones Exteriores y de Estado del Reino de los Países Bajos (n. 1779).
- 14 de abril: Juan de Dios Aranzazu, abogado y político colombiano, gobernador de la provincia de Antioquía, y presidente de Nueva Granada (n. 1798).
- 15 de abril: Philippe Guerrier, militar y político haitiano, ministro de la Guerra y Marina, y presidente de la República de Haití (n. 1757).
- 19 de abril: Joaquín García de la Garza, político mexicano, gobernador del estado de Nueva León (n. 1781).
- 20 de abril: Seku Amadu, de la etnia fulani, fundador del Imperio Fula de Masina, en la zona del Delta interior del río Níger, en Malí (n. 1776).
- 20 de abril: Thomas Phillips, pintor inglés de retratos como Lord Byron, William Blake, científicos, artistas, escritores y exploradores (n. 1770).

### Mayo
- 17 de mayo: Mathabarsingh Thapa, político nepalí, primer ministro y comandante en jefe del ejército de Nepal (n. 1798).
- 26 de mayo: Jónas Hallgrímsson, escritor y poeta islandés del romanticismo, fundador del periódico Fjölnir, y promotor de la independencia de Islandia (n. 1807).

### Junio
- 7 de junio: Joseph von Fraunhofer, físico alemán (n. 1787).
- 8 de junio: Tomás Diéguez de Florencia, clérigo y político peruano, presidente del Congreso Constituyente del Perú y de la Convención Nacional (n. 1775).
- 8 de junio: Andrew Jackson, político estadounidense, 7.º presidente de los Estados Unidos, fundador del Partido Demócrata (n. 1767).
- 20 de junio: Jean-Baptiste Quéruel, inventor francés del método para la producción industrial de azúcar de remolacha (n. 1779).

### Julio
- 12 de julio: Friedrich Ludwig Persius, arquitecto prusiano en la reconstrucción del palacio de Sanssouci y creador de la Iglesia del Redentor de Sacrow (n. 1803).
- 17 de julio: Charles Grey, diplomático y político whig (liberal) británico, primer ministro del Reino Unido (n. 1764).
- 29 de julio: François Joseph Bosio, escultor monegasco del Primer Imperio francés y la Restauración (n. 1768).

### Agosto
- 21 de agosto: Vincent-Marie Viénot de Vaublanc, escritor y político francés, reorganizador de la Academia Francesa y ministro del Interior ultra-realista (n. 1756).
- 23 de agosto: Amédée Louis Michel Lepeletier, entomólogo francés, especialista en Hymenoptera y presidente de la Sociedad Entomológica de Francia (n. 1770).
- 23 de agosto: Rafael Urdaneta, militar y político venezolano, prócer de la independencia de Venezuela y presidente de la Gran Colombia (n. 1788).

### Septiembre
- 2 de septiembre: Bernardino Rivadavia, político argentino, ministro de Gobierno y presidente de las Provincias Unidas del Río de la Plata (n. 1780).
- 3 de septiembre: Pío Pita Pizarro, militar y político español, ministro de Hacienda durante la regencia de María Cristina de Borbón (n. 1792).
- 7 de septiembre: Giovanni Battista Caviglia, explorador y egiptólogo italiano, que excavó la Gran Esfinge de Guiza, cerca de El Cairo (n. 1770).
- 10 de septiembre: Georg von Cancrin, militar y político del Imperio ruso, general de infantería, y ministro de Finanzas del Imperio ruso (n. 1774).
- 22 de septiembre: Pablo Alemán, militar y político uruguayo, gobernador de la provincia de Jujuy y de la provincia de San Luis (n. 1791).
- Septiembre: Gaspar Villafañe, militar y político argentino, gobernador de la provincia de La Rioja (n. 1789).

### Octubre
- 5 de octubre: Francisco Tomás Morales, militar español, último Capitán general de Venezuela antes de la independencia (n. 1781).
- 7 de octubre: Isabella Colbran, cantante y compositora española, la mejor mezzosoprano y soprano dramático-coloratura de su tiempo (n. 1784).
- 27 de octubre: Jean Peltier, físico francés, descubridor del Efecto Peltier termoeléctrico, e introductor del concepto de inducción electrostática (n. 1785).

### Noviembre
- 30 de noviembre: Nils Gabriel Sefström, químico sueco, descubridor del elemento vanadio (n. 1787).

### Diciembre
- 2 de diciembre: Simon Mayr, pianista y compositor alemán, asociado a los Iluminados de Baviera y a los ideales de la Ilustración (n. 1763).
- 16 de diciembre: Pedro Sáinz de Baranda y Borreiro, militar y político criollo novohispano, gobernador de Yucatán (n. 1787).

### Fechas desconocidas
- Bernardo González Pérez de Angulo, político mexicano, ministro de Relaciones Interiores y Exteriores, y ministro de Hacienda de México (n. 1780).
- Andrew Pears, industrial británico, inventor del primer jabón transparente, el jabón Pears, y de la estrategia de ventas en la Enciclopedia Pears (n. 1766).
- Pedro de Obarrio, político colombiano, gobernador de la provincia de Panamá (n. 1796).
- Wazir Akbar Khan, príncipe afgano, general y emir de Afganistán (n. 1816).